# 教林坊

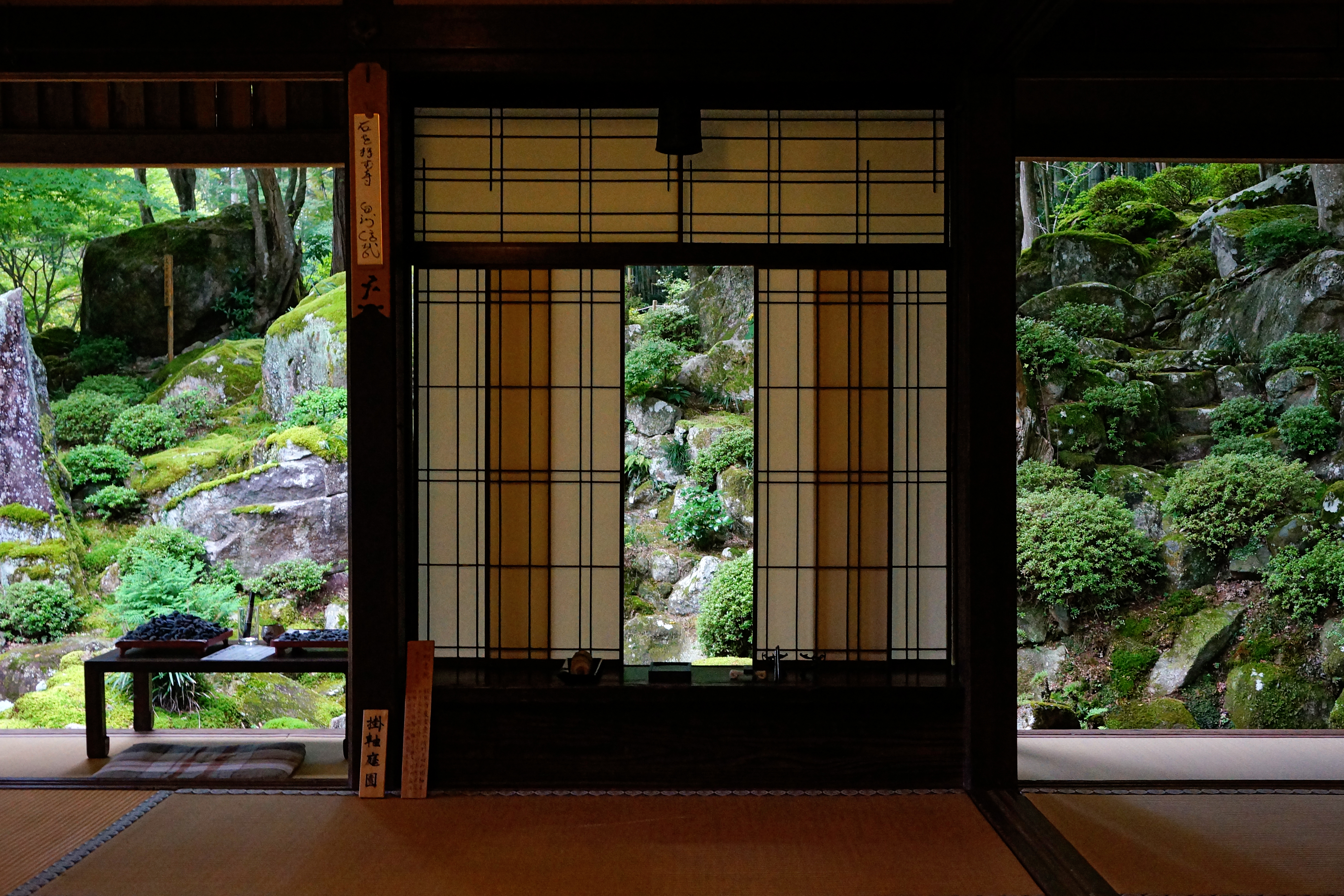
書院の「掛軸庭園」

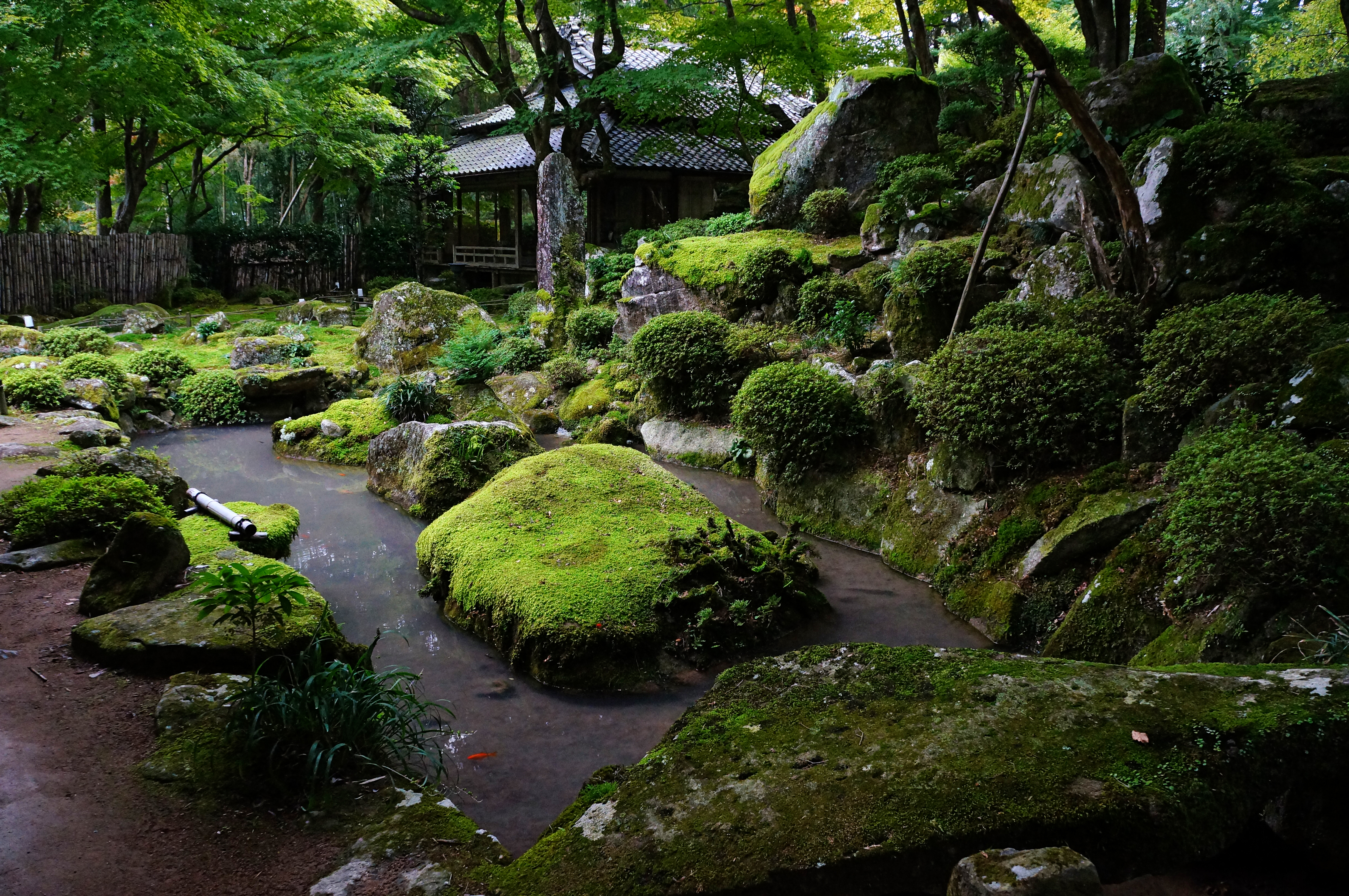
「遠州庭園」と本堂

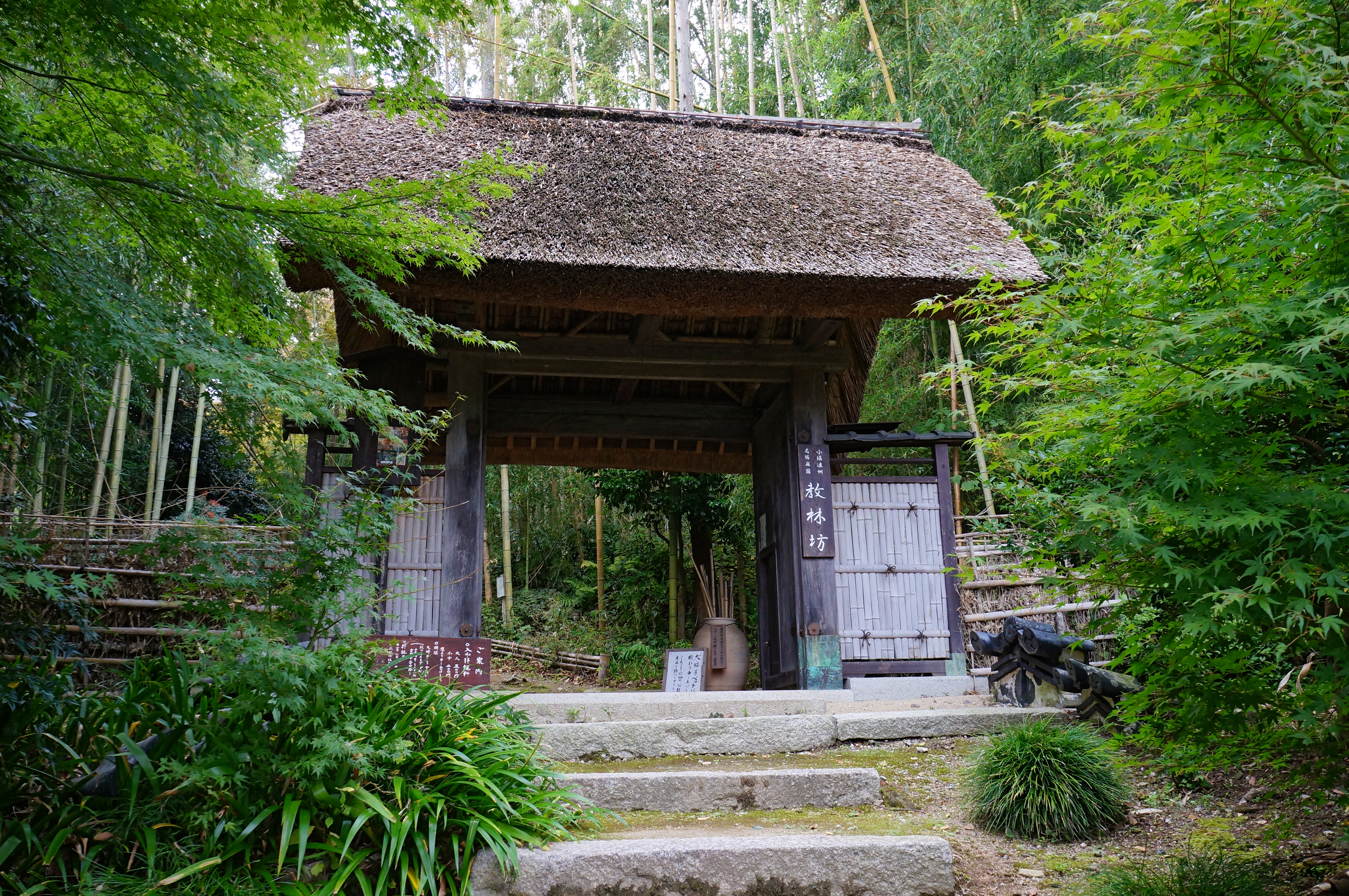
総門

教林坊（きょうりんぼう）は、滋賀県近江八幡市安土町にある天台宗の寺院。山号は繖山。本尊は赤川観音。開山は聖徳太子。
境内を真っ赤に染める紅葉の名所および巨石を用いた桃山時代の庭園で知られている。

## 歴史
推古天皇13年（605年）に聖徳太子が創建。石窟に祀られた伝聖徳太子作の石仏「赤川観音」を本尊とする。寺名は林の中で太子が説法したことに由来するとされる。
織田信長による戦国時代の騒乱に巻き込まれて衰亡するが、天正13年（1585年）に再興する。
1975年（昭和50年）頃から1995年（平成7年）までは無住の寺で荒廃していたが、その後復興している。
境内の地面は至るところで苔生して古刹然としており、小堀遠州作と伝わる庭には苔生した庭石、巨石が点在している。この様を白洲正子は著書『かくれ里』で『石の寺』と題し紹介している。
また、庭園に面した書院（市指定有形文化財）、土蔵、山門は江戸時代の茅葺きで、庭園と相まって侘びさびの風情を醸し出し、とくに書院からの眺めは「掛け軸庭園」と呼ばれ、四季折々に移り変わる山水画となる。

## 境内
- 本堂 - 等身大の十一面観音、仁王像、願掛不動明王等を祀る。
- 霊窟 - 本尊の石仏赤川観音を祀る。
- 太子の説法岩
- 経蔵 - 江戸時代築。茅葺。
- 書院（庫裏、近江八幡市指定有形文化財） - 江戸時代前期築。茅葺、合掌造り、付書院に「掛軸庭園」がある。
- 庭園「遠州庭園」（近江八幡市指定名勝） - 桃山時代、伝小堀遠州作。書院西面にある。巨石を用いて枯れ滝・鶴島・亀島などを表す池泉回遊式庭園。
- 庭園「普陀落の庭」（近江八幡市指定名勝） - 室町時代。書院南面にある。
- 水琴窟
- 山門（近江八幡市指定有形文化財） - 江戸時代築。
- 総門 - 江戸時代の長屋門を移転改築 。茅葺。

## 文化財

### 近江八幡市指定有形文化財
- 書院（庫裏）
- 山門
- 木造釈迦如来坐像 - 室町時代作。

### 近江八幡市指定名勝
- 教林坊庭園

### その他
- 不動明王（秘仏）
- 鬼の角
- 鬼の掛け軸

## 行事
- 紅葉ライトアップ　毎年11月15日 - 12月5日
- 春秋会のお茶会 - 4月と10月
- 香道の会 -  教林坊流

## 拝観
- 開門日 - ◎緑の公開：4.5.6.10月の土日祝休日のみ　（大人600円、小中学生200円）　　　◎紅葉の公開：11月1日 - 12月15日の毎日。（11月15日から大人1000円、小中学生300円）それ以外は非公開。
- 開門時間：9：30 - 16：30
- 紅葉ライトアップ　毎年11月15日 - 12月5日（17：30 - 19：00、18：30受付終了）大人1000円　小中学生300円。

## 交通アクセス
- JR東海道本線（琵琶湖線）安土駅から徒歩60分、タクシー10分。本数は極端に少なく平日のみだが安土駅からあかこんバス（市民バス）で石寺東出停留所下車、徒歩5分。
- 名神高速道路竜王ICから車で20分、彦根ICから車で50分。

備考
- 駐車場あり（普通車80台・大型バス8台）。なお、バスで来場される場合は事前連絡が必要。
- あかこんバスは近江八幡駅（JR東海道本線(琵琶湖線)から運行している。

## 周辺
- 観音正寺
- 観音寺城
- 桑実寺
- 滋賀県立安土城考古博物館